# Francisco Freire Allemão
Francisco Freire-Allemão de Cysneiros (ur. 24 czerwca 1797, zm. 11 listopada 1874) - lekarz i botanik brazylijski. Studiował na Academia Médico-Cirúrgica (dziś wydział medyczny Uniwersytetu Federalnego w Rio de Janeiro)  w Rio de Janeiro.

## Książki
- Plantas Novas do Brasil, w 9 tomach[1]

## Artykuły
- Extract from a Memoir on the Origin and Development of Vessels in Monocotyledonous and Dicotyledonous Plants